# Anka Schmid
Anka Schmid (* 8. März 1961 in Zürich) ist eine Filmregisseurin, Drehbuchautorin und Videokünstlerin. Sie wird sowohl zu den deutschen als auch zu den Schweizer Filmschaffenden gezählt.

## Leben und Werk
Sie wuchs als älteste von drei Töchtern eines Ingenieurs und einer Lehrerin in Zürich auf. Nach der Matura an einem Mädchen-Gymnasium 1980 hat sie ein Germanistik-Studium begonnen und war in den 1980er-Jahren Mitglied eines Strassentheaters und einer Musikband. Sie drehte ihre ersten Experimentalvideos und Super-8-Filme. 1984 zog sie nach Berlin und bewarb sie sich an der Deutschen Film- und Fernsehakademie Berlin (DFFB), an der sie bis 1990 studierte. Neben der Realisation eigener Videos und Kurzfilme auf 16 mm arbeitete sie als Kamera- und Regieassistentin in professionellen Filmproduktionen.
1989 lebte sie ein Jahr im Hopigebiet in Arizona in den USA und realisierte gemeinsam mit der Schweizer Künstlerin Agnes Barmettler und dem Hopi-Indianer James Danaquymptewa den Dokumentarfilm Techqua Ikachi, Land – Mein Leben, der 1992 auf dem Sundance Film Festival gezeigt wurde. 1991 schloss Anka Schmid ihr Filmstudium an der DFFB mit dem mehrfach preisgekrönten Spielfilm Hinter verschlossenen Türen ab. Sie arbeitete fortan als freischaffende Filmerin und Regieassistentin in Deutschland, in der Schweiz, Frankreich, Argentinien und in den USA.
1994 kam ihr Sohn in Berlin zur Welt. Kurz danach realisierte sie den Essayfilm Magic Matterhorn, den sie in Zermatt, Kalifornien und Berlin drehte. 1998 zog Schmid mit ihrem Kind von Berlin nach Zürich. Hier begann sie neben ihren eigenen Werken auch als Regisseurin von Auftragsfilmen und als Filmdozentin an Fachhochschulen zu arbeiten. Zudem leitet sie seit mehreren Jahren Trickfilmworkshops für Kinder und Jugendliche. Ihr Film Mit dem Bauch durch die Wand wurde 2011 mit dem Zürcher Filmpreis ausgezeichnet.

## Filmografie
- 1986: Die Reise zur Südsee (Drehbuch, Regie, Zeichnung, Schnitt)
- 1986: Habibi – Ein Liebesbrief (Drehbuch, Regie, Schnitt)
- 1986: Herzens-Freude (Drehbuch, Regie, Animation, Schnitt)
- 1989: Techqua Ikachi, Land – Mein Leben (Drehbuch, Regie, Kamera)
- 1989: Die Gottesanbeterin (Georgette Meunier, Kamera)
- 1991: Hinter verschlossenen Türen (Drehbuch, Regie)
- 1991: Praktisch und friedlich (Drehbuch, Regie)
- 1996: Magic Matterhorn (Drehbuch, Regie)
- 1997: Labyrinth-Projektionen (Drehbuch, Regie, Kamera, Produktion)
- 1998: Little Sister (Drehbuch, Regie)
- 2000: Das Engadiner Wunder (Drehbuch, Regie, Kamera, Produktion)
- 2002: Perpetuum Mobile
- 2003: ABC Sound Alphabet (Drehbuch, Regie)
- 2005: Yello – Electropop Made In Switzerland (Drehbuch, Regie)
- 2007: Rondo Industrial – Found Footage II (Mechanisch & Organisch) (Konzept, Regie)
- 2007: Shake Hands – Found Footage IV (Diplomatie & Choreografie)
- 2009: Isa Hesse-Rabinovitch – Das grosse Spiel (Drehbuch, Regie)
- 2009: Hierig-Heutig (Konzept, Ausführung)
- 2011: Mit dem Bauch durch die Wand (Against All Odds) (Drehbuch, Regie, Kamera)
- 2012: Marzili Badi
- 2014: Fe-Male
- 2015: Wild Women – Gentle Beasts (Drehbuch, Regie)
- 2016: La Dada – König Hirsch
- 2017: ZB – Mehr als eine Bibliothek
- 2017: Haarig